# Błotniak zbożowy
Błotniak zbożowy (Circus cyaneus) – gatunek dużego, przeważnie wędrownego ptaka drapieżnego z rodziny jastrzębiowatych (Accipitridae), zamieszkujący Eurazję. Nie jest zagrożony.

## Systematyka
Nie wyróżnia się podgatunków. Dawniej do tego gatunku zaliczano także populacje północnoamerykańskie, obecnie wyodrębniane w osobny gatunek Circus hudsonius (błotniak amerykański).

## Występowanie
Zamieszkuje niemal całą Europę i pas w północnej i środkowej Azji aż po Kamczatkę, Japonię i Pacyfik. Ptaki z populacji północnoeuropejskiej zimują w południowej Europie, na Bliskim Wschodzie i w północnej Afryce. Błotniaki zbożowe z Europy zachodniej są osiadłe.
W Polsce do niedawna skrajnie nieliczny ptak lęgowy (20–25 par na początku lat 90. XX wieku). Większe zagęszczenie wykryto na dolnej Odrze, nad Biebrzą, Narwią oraz w południowej części Wielkopolski. Regularne lęgi odbywał w dolinie Warty (głównie na odcinku Uniejów – Santok) oraz w okolicach Szczecina. Niektóre pary wykorzystywały ochronę wybranych terenów przed działalnością człowieka, np. w Biebrzańskim i Narwiańskim Parku Narodowym lub w rezerwacie „Beka” przy ujściu Redy. Ostatni pewny lęg odnotowano w 1999 roku. W kolejnych latach obserwowano pojedyncze osobniki wykazujące zachowanie lęgowe, jednak nie udało się potwierdzić gniazdowania. Dopiero w 2020 roku stwierdzono w województwie opolskim pierwszy w XXI wieku lęg na terenie kraju.
Przyloty od marca do pierwszej dekady maja, choć najliczniej w pierwszej połowie kwietnia. Niektóre ptaki już pod koniec lipca opuszczają tereny lęgowe. Odlatuje we wrześniu i październiku (najliczniej w jego połowie). Ostatnie ptaki opuszczają kraj w listopadzie. Migruje pojedynczo, a jedynie sporadycznie w niewielkich grupach lecąc szerokim frontem. Niektóre osobniki sporadycznie, choć regularnie zimują. Pozostać mogą wtedy we wszystkich regionach, choć częściej na zachodzie kraju, trzymając się wtedy dolin rzecznych, torfowisk i pól uprawnych. Obserwacje pokazują, że we wschodniej i północnej części kraju częściej zimują samce niż samice. W latach 1995–2002 nad Zalewem Wiślanym obserwowano zimowe skoncentrowanie tych drapieżników złożone z 30–35 osobników.

## Charakterystyka

### Cechy gatunku

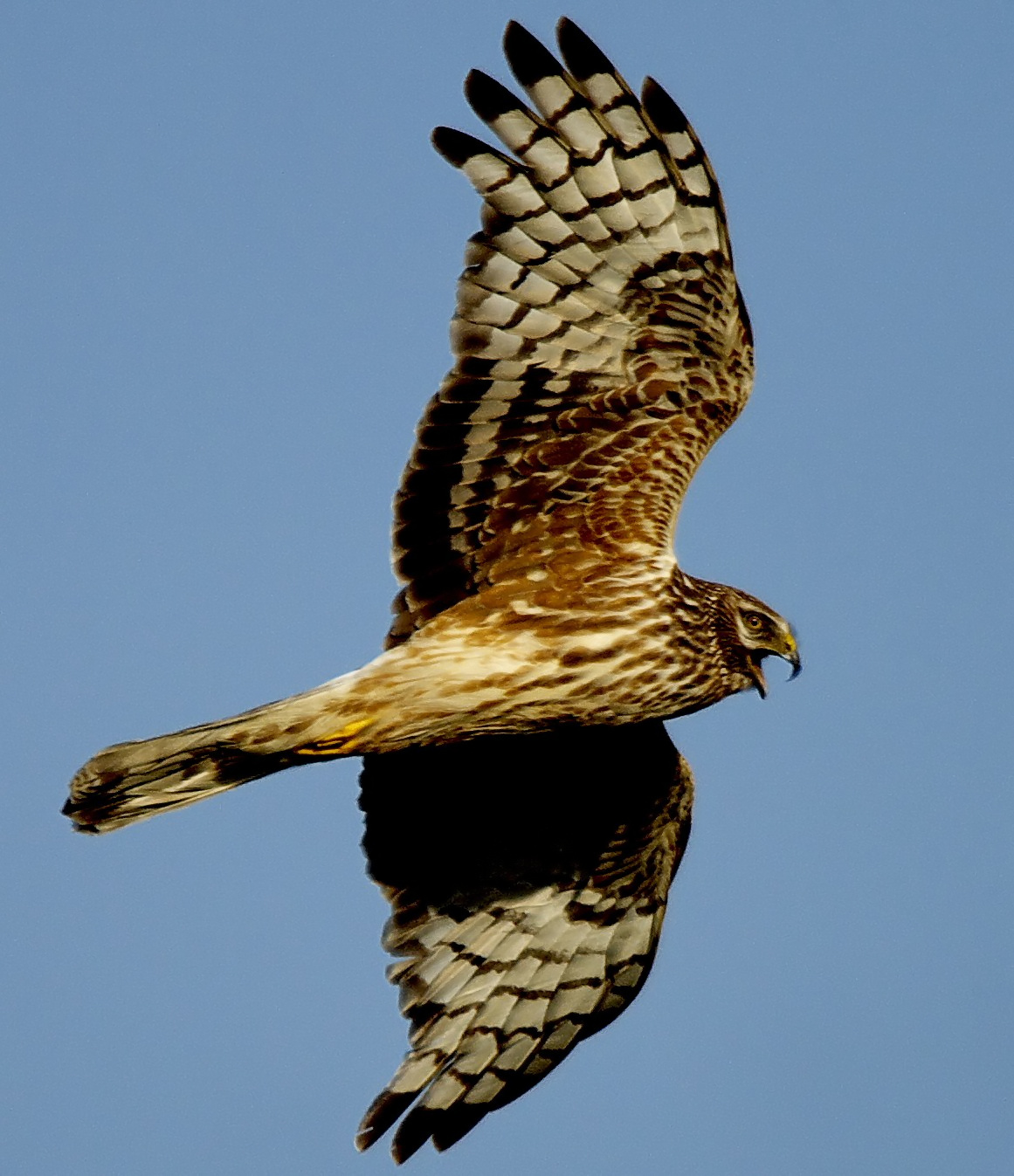
Samica błotniaka zbożowego w locie, Szkocja

Ptak wielkości jastrzębia o widocznym w locie wydłużonym tułowiu i stosunkowo szerokich i długich skrzydłach. Występuje u niego dymorfizm płciowy, podobnie jak u innych błotniaków. Samiec z wierzchu jasnopopielaty, o takiej głowie i piersi, spód i nasadę ogona ma białe, a skrajne lotki czarne. Od spodu skrzydeł można dostrzec czarne zakończenia lotek drugorzędowych, które tworzą czarną krawędź skrzydła. Dziób żółty z czarnym zakończeniem, nogi żółte.

Samica jest większa, z wierzchu ubarwiona brązowo, a od spodu rdzawożółta z podłużnym kreskowaniem. Na ogonie ciemniejsze pasy. Bez odpowiedniego doświadczenia w oznaczaniu trudno ją odróżnić od samic innych błotniaków. U obu płci biały kuper, ze względu na kontrast szczególnie dobrze widoczny u samicy w locie. Na głowie występują charakterystyczne szlary.

Młode ubarwione podobnie jak samica, choć nie mają tak wyraźnego prążkowania na nogawicach, a spód ich drugorzędowych lotek jest ciemny.

### Rozpoznawanie
Najbardziej podobnymi do tego gatunkami błotniaka są błotniak łąkowy (Circus pygarus) i błotniak stepowy (Circus macrourus). Opisywany drapieżnik jest od nich jednak bardziej krępy. W odróżnieniu od samca błotniaka łąkowego, samiec błotniaka zbożowego nie ma czarnego pasa u nasady lotek drugorzędowych, a w przeciwieństwie do błotniaka stepowego ma rozległe czarne zakończenia skrzydeł. Więcej problemów w identyfikacji przynoszą samice i młode ptaki. Szersze skrzydła są zakończone czterema, a nie trzema wydłużonymi lotkami, jak u błotniaka stepowego i łąkowego.

### Wymiary średnie[8]
długość ciała z dziobem i ogonemok. 43–52 cm
rozpiętość skrzydeł95–110 cm
długość ogona20–25,5 cm

### Masa ciała[8]
samce 0,35–0,48 kg
samice 0,45–0,7 kg

## Głos
Odzywa się rzadko: „egri”, „ge ge ge”, „gije”.

## Biotop
Otwarte tereny na nizinach, przede wszystkim na łąkach, torfowiskach, użytkach zielonych i obszarach podmokłych w dolinach większych rzek z niską roślinnością. Niekiedy gnieździ się też na polach uprawnych (widywany tam też w czasie migracji), w zbożu. Rozległe rewiry łowieckie znajdują się najczęściej na terenach podmokłych i polach uprawnych. Unika wyżyn i gór.
W trakcie migracji i na zimowiskach może tworzyć zbiorowe noclegowiska. Skupia się wtedy do kilkunastu ptaków wykorzystujących różne platformy, np. kopce zbudowane z roślinnych szczątków. Przeważnie jednak spotykane są nocami w szuwarach, nad stawami rybnymi i na zarośniętych łąkach.

## Okres lęgowy

### Toki
Na polskie lęgowiska wraca w kwietniu. Błotniaki zbożowe prowadzą samotniczy tryb życia. Tylko w okresie rozrodczym mogą tworzyć ściślejsze związki, które po skończonym sezonie rozpadają się. W zdecydowanej większości to ptaki monogamiczne, ale przy dużej obfitości pokarmu może dochodzić do poligamii. Po przylocie samiec wykonuje swój widowiskowy lot tokowy. O wyborze partnera przez samicę decyduje też jej godowe karmienie. Zwykle to po nim dochodzi do kopulacji.

### Gniazdo
Na ziemi w gęstej roślinności budowane zwykle przez samicę. Tylko wyjątkowo gnieździ się w zbożu. Budowa zajmuje jej 10–15 dni. Przeważnie błotniaki zbożowe gniazdują pojedynczo, choć wyjątkowo zdarza się im tworzyć luźne skupiska.

### Jaja

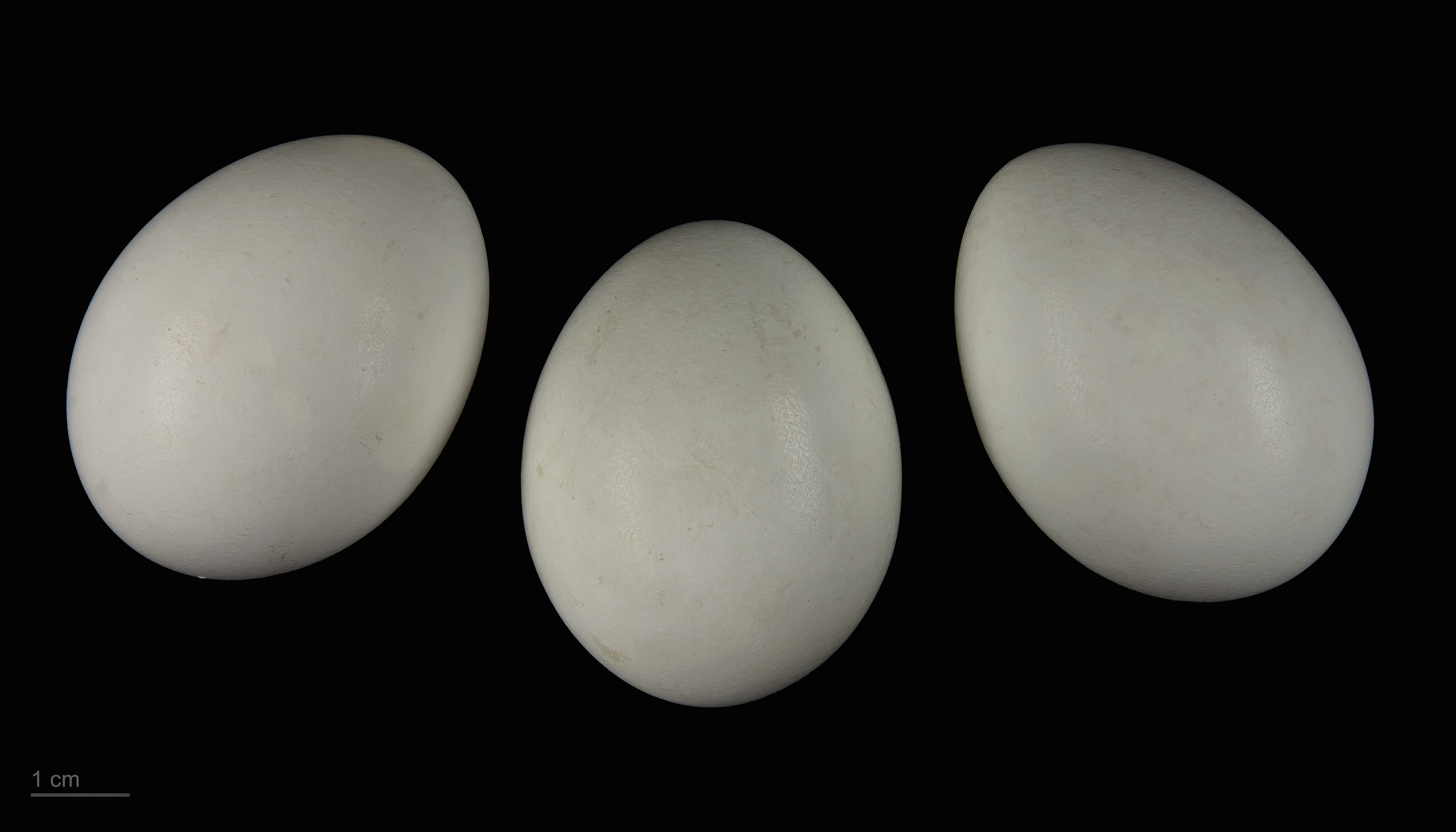
Jaja z kolekcji muzealnej

W ciągu roku wyprowadza jeden lęg, składając w maju 4 do 6 jaj.

### Wysiadywanie
Jaja wysiadywane są przez okres około 29–31 dni przez samicę. Samiec w tym czasie ją dokarmia, choć podobnie jak to się odbywa u innych błotniaków, przekazywanie pokarmu następuje w powietrzu. Młode wykluwają się asynchronicznie, co 1–3 dni, podobnie jak u innych błotniaków. Pisklęta opuszczają gniazdo po około 35–40 dniach. Młode błotniaki osiągają dojrzałość płciową w drugim lub trzecim roku życia.

## Pożywienie

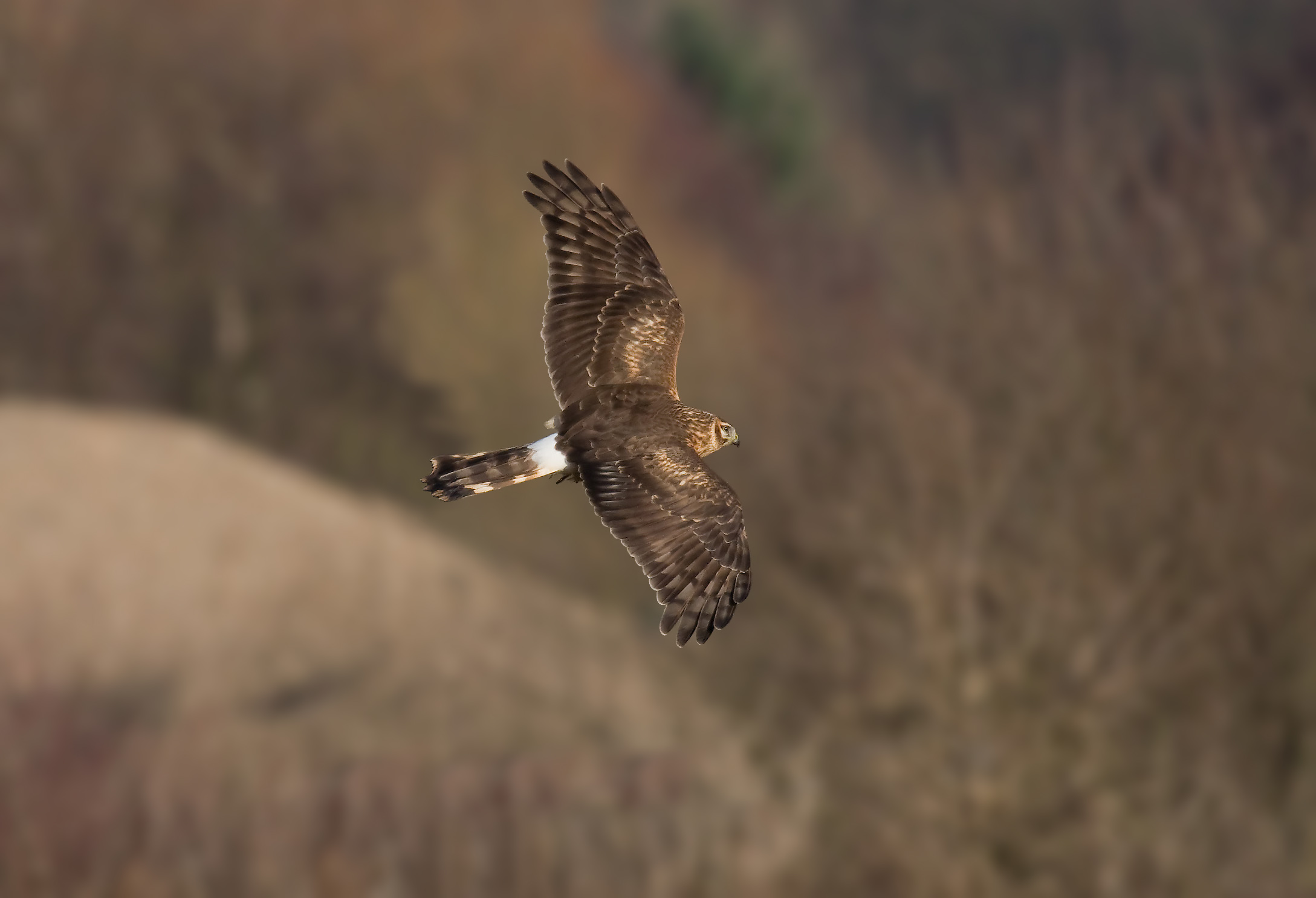
Pierwszoroczna samica błotniaka zbożowego, Niemcy

Drobne kręgowce, takie jak drobne gryzonie i małe ptaki oraz duże owady. W okresie lęgowym główny udział w diecie mają ptaki wróblowe, np. świergotki łąkowe, skowronki, potrzosy, szpaki i piecuszki. Główny pokarmem błotniaka zimą są małe ssaki, szczególnie norniki zwyczajne. Cykl tego gryzonia ma wpływ na liczebność ptasiego drapieżcy.
Najczęściej poluje w trakcie wolnego patrolowego lotu na niskiej wysokości i nagle spada na ofiarę na ziemię.

## Status i ochrona
Międzynarodowa Unia Ochrony Przyrody (IUCN) uznaje błotniaka zbożowego za gatunek najmniejszej troski (LC – Least Concern). Liczebność populacji europejskiej w 2015 roku, według szacunków organizacji BirdLife International, wynosiła 60 000 – 109 000 dorosłych osobników. Liczebność światowej populacji, obliczona w oparciu o te szacunki, mieści się w przedziale 100 000 – 499 999 dorosłych osobników. Najliczniej ptak ten zasiedla Rosję, Francję, Finlandię i Szwecję. Globalny trend liczebności populacji uznawany jest za spadkowy.
W Polsce objęty ochroną gatunkową ścisłą, wymaga ochrony czynnej. Na Czerwonej liście ptaków Polski został sklasyfikowany jako gatunek krytycznie zagrożony (CR – Critically Endangered).
Zagrożeniem dla utrzymania lub zwiększenia populacji błotniaka zbożowego są m.in.:
- nielegalny odstrzał
- zwiększony niekorzystny wpływ polowań lisów i innych drapieżników ze względu na łatwiejszy dostęp do gniazd i obniżenie poziomu wody na torfowiskach
- zanik siedlisk lęgowych w wyniku zmian reżimu hydrologicznego rzek, co przekłada się na zmianę częstości i długości zalewów w dolinach rzecznych
- utrata lęgowisk, które są skutkiem ograniczania powierzchni ekstensywnie użytkowanych łąk i pastwisk w dolinach rzecznych zastępowanych polami uprawnymi.
- osuszanie śródpolnych zbiorników wodnych i torfowisk[7].